# Grotte de la Roche-Cotard
La grotte de la Roche-Cotard est un site paléolithique situé à Langeais dans le département d'Indre-et-Loire. Un bloc de silex découvert lors d'un sondage stratigraphique sur le site en 1977 et dénommé depuis le « masque moustérien de la Roche-Cotard » est considéré comme l'une des premières manifestations artistiques attribuables à l'Homme de Néandertal.

## Historique
Enfouie sous 8 à 10 m de sédiments depuis 57 000 voire 75 000 ans, l'entrée de la grotte est dégagée en 1846 par des travaux de déblaiement. Elle n'est cependant découverte — fortuitement — que le 17 janvier 1912, par le propriétaire du terrain François d'Achon qui en entreprend alors une fouille rapide : il met au jour quatre salles en enfilade, de nombreux ossements d'animaux (chevaux, bisons, etc.), plusieurs niveaux d'habitats (qui seront datés du Moustérien) et une centaine d'objets en silex (racloirs, pointes, lames, etc.).
En 1975, Jean-Claude Marquet entreprend une nouvelle campagne de fouilles qui révèle un grand nombre de gravures et de nouveaux ossements animaux dans la grotte (renommée désormais Roche-Cotard I) et permet de découvrir deux sites complémentaires, l'un en contrebas de la grotte, l'autre quelques mètres plus à l'est, dénommés respectivement Roche-Cotard II et III.
Le gisement paléolithique de la Roche-Cotard est inscrit au titre des monuments historiques par arrêté du 5 février 2018 puis classé en avril 2021.

## Description

### La Roche-Cotard I
C'est une grotte naturelle qui ouvre au sud dans la falaise en tuffeau de la berge sud de la Loire. Elle comporte plusieurs couloirs, pour un développement total d'environ 60 m, et une seconde ouverture située à environ 15 m à l'ouest de l'ouverture principale. Dès 1912, François d'Achon y découvre une série d’ossements d'animaux et de silex. Les os ont été retrouvés près de l'entrée principale de la grotte. Ils correspondent à plusieurs espèces de mammifères : bisons, ours, chevaux, hyènes, rhinocéros, marmottes et divers cervidés. Les silex, environ une centaine d’exemplaires, ont été retrouvés vers le fond du premier couloir : coups de poing et haches de type acheuléen, couteaux, racloirs et pointes de type moustérien.

### La Roche-Cotard II
Un sondage opéré dans les sédiments (9 couches sédimentaires) a permis de découvrir un niveau d'occupation (dans la couche 7) daté du Moustérien d'environ 0,20 cm d’épaisseur. Il comprend trois zones : une cuvette à l'ouest, un petit amas d'outils au sud-est et une zone plus pauvre à l'est. La cuvette mesure environ 0,40 m de diamètre sur 0,15 m d’épaisseur. Creusée dans le sable jaune issu de l'altération du tuffeau, elle renfermait une côte d'un grand herbivore. Elle correspond à l'emplacement d'un foyer (sable rubéfié). La côte a été datée en 1980 au C14 d'un âge supérieur ou égal à 32 100 ans (Gif 4383). Quelques outils (racloirs) ont été retrouvés autour de cette cuvette. L'amas d'outils en silex du sud-est se composait de lames type Levallois et de quelques éclats. Plus à l'est, la zone correspond à un espace périphérique de type dépotoir. C'est parmi des éclats et des esquilles d'os que fut découvert un bloc de silex local appelé « le masque ».
L'absence de très petits éclats et la quasi-absence de petits éclats, ainsi que leurs origines diverses, indiquent que les silex n'ont pas été taillés sur place. Le site peut donc être considéré comme un campement de chasseurs moustériens.

### La Roche-Cotard III
Ce niveau d'occupation correspond à un abri découvert par sondage en 1977. Les sédiments renfermaient de nombreux ossements de grands mammifères (hyènes des cavernes, loup, renard, cerf élaphe, cerf Mégaceros, chevreuil, bœuf primitif, bison, chevaux) et de plus petits (lapins, marmottes). La datation au 14C d'une omoplate de grand herbivore correspond à un âge supérieur ou égal à 45 000 ans (Gif 4384). La découverte d'une vingtaine d'éclats de silex et d'un nucléus d'origine fluviale indiquent une occupation humaine avec débitage sur place.

## Artefacts attribués aux Néandertaliens

### Le Masque moustérien
Le masque a été découvert lors du sondage opéré sur le secteur dit Roche-Cotard II. C'est un petit bloc en silex local qui mesure au plus large 10,55 cm pour une hauteur maximale de 9,8 cm et une épaisseur variant de 3,10 à 4,05 cm. Sur sa face antérieure, le bloc est percé dans le sens de la largeur d'un trou naturel évidé aux deux extrémités. Une esquille osseuse de 7,44 × ~1,4 cm a été introduite et bloquée par de petites plaquettes volontairement dans ce conduit dont elle déborde de part et d'autre de manière équilibrée. Le bloc a fait l'objet de retouches : enlèvement d'éclats sur chaque face et régularisation en périphérie afin d'en renforcer la symétrie. L'ensemble fait penser à un visage humain ou animal d'où son appellation de « masque moustérien de la Roche-Cotard » : « il figure une sorte de face avec son front (en haut), ses orbites (le 1er et le 3ème tiers du conduit), son nez (le pont rocheux) ».
Francesco d'Errico (en) et Paul Pettitt ont contesté le caractère symbolique de l'objet. Pour d'Errico, le bloc pourrait correspondre à un poids destiné à tendre une peau, mais son poids très faible (199 g) invalide cette thèse. Pour Pettitt, le bloc pourrait être un jouet enfantin, mais cela ne permet pas d'expliquer la recherche de symétrie.

#### Datations
En 2009, deux nouvelles datations au carbone 14 effectuées sur des os appartenant à la même couche sédimentaire que celle du masque indiquent un âge supérieur à 40 000 ans. 
En 2014, une datation des sédiments par luminescence stimulée optiquement (OSL) propose l'âge de 75 600 ± 5 800 ans pour la couche contenant le masque.

### Tracés digitaux
Dix panneaux gravés portant des traces de doigts régulièrement espacées sont découverts en 1975. En 2023, une étude pluridisciplinaire pilotée par le géologue Jean-Claude Marquet est réalisée dans la grotte. De nouvelles datations, donnant un âge compris entre 75 000 et 57 000 ans, confirment que l'Homme de Néandertal est l'auteur de ces tracés digitaux,.